# Бајсвајл
Бајсвајл (њем. Baisweil) општина је у њемачкој савезној држави Баварска. Једно је од 45 општинских средишта округа Осталгој. Према процјени из 2010. у општини је живјело 1.283 становника. Посједује регионалну шифру (AGS) 9777114.

## Географски и демографски подаци
Бајсвајл се налази у савезној држави Баварска у округу Осталгој. Општина се налази на надморској висини од 676 метара. Површина општине износи 26,3 km². У самом мјесту је, према процјени из 2010. године, живјело 1.283 становника. Просјечна густина становништва износи 49 становника/km².